# Juki Jokosawaová
Juki Jokosawaová (* 29. října 1980 Maebaši) je bývalá japonská zápasnice – judistka stříbrná olympijská medailistka z roku 2004.

## Sportovní kariéra
S judem začínala na základní škole v rodném Maebaši. Po skončení střední školy Gunma Kenricu v Maebaši se od roku 1999 připravovala v profesionálním judistickém týmu pojišťovny Mitsui Sumitomo Insurance (MSI) pod vedením Hisaši Janagisawy a jeho asistentů. V japonské ženské reprezentaci se pohybovala od roku 2000 v pololehké váze do 52 kg. Od roku 2001 převzala po Noriko Narazakiové pozici reprezentační jedničky, kterou uhájila v roce 2004 při japonské nominaci na olympijské hry v Athénách. Do Athén přijela dobře připravena, ve druhém kole otočila v poslední minutě zápas se Senegalkou Hortense Diédhiouvou a v semifinále jejímu náporu v poslední minutě neodolala Kubánka Amarilis Savónová. Ve finále nestačila v boji na zemi na Číňanku Sian Tung-mej a získala stříbrnou olympijskou medaili. V roce 2008 přepustila své pozice v týmu Misato Nakamuraové a ukončila sportovní kariéru. Věnuje se trenérské práci.

## Výsledky
| Turnaj            | 2001           | 2002           | 2003           | 2004           | 2005           | 2006           |
| Turnaj            | 21             | 22             | 23             | 24             | 25             | 26             |
| Turnaj            | pololehká váha | pololehká váha | pololehká váha | pololehká váha | pololehká váha | pololehká váha |
| ----------------- | -------------- | -------------- | -------------- | -------------- | -------------- | -------------- |
| Olympijské hry    |                |                |                | 2.             |                |                |
| Mistrovství světa | 5.             |                | 3.             |                | 2.             |                |
| Asijské hry       |                | 5.             |                |                |                | 3.             |
| Mistrovství Asie  | 1.             |                | —              | —              | 3.             |                |